# Strawberry Cirque
Der Strawberry Cirque (englisch für Erdbeerkessel) ist ein 1,5 km breiter, halbkreisförmiger und vergletscherter Bergkessel in der antarktischen Ross Dependency. In der Miller Range liegt er am südlichen Ende der Macdonald Bluffs an der Nordflanke der Mündung des Argo-Gletschers in den Marsh-Gletscher.
Ein Geologenteam der Ohio State University, das zwischen 1967 und 1968 in diesem Gebiet tätig war, benannte ihn nach dem hier anzutreffenden erdbeerfarbenen Granitgestein.